# Discobola striata striata
Discobola striata striata is een ondersoort van de tweevleugelige Discobola striata uit de familie steltmuggen (Limoniidae). De soort komt voor in het Australaziatisch gebied.